# Izartza (Vizcaya)
Izartza es una entidad de población española del municipio de Sondica, perteneciente a la provincia de Vizcaya, en la comunidad autónoma del País Vasco.

## Toponimia
El lugar puede aparecer referido con las grafías «Izartza» e «Izarza».

## Historia
Hacia mediados del siglo XIX, el lugar, ya por entonces perteneciente a Sondica, tenía contabilizada una población de 145 habitantes. Aparece descrito en el noveno volumen del Diccionario geográfico-estadístico-histórico de España y sus posesiones de Ultramar de Pascual Madoz con las siguientes palabras:

IZARZA: barrio en la prov. de Vizcaya, part. jud. de Bilbao, térm. jurisd. de Sondica: 25 casas, 29 vec., 145 alm.
(Madoz, 1847, p. 472)

En 2023, la entidad singular de población tenía empadronados 589 habitantes.